# 王峥 (运动员)
王峥（1987年12月14日—）是中国女子链球运动员，个人最佳成绩为2014年3月29日在成都取得的77.68米，为亚洲纪录。
她在2006年世界青年锦标赛得第九名。她参加2008年奥林匹克运动会但未能进入决赛圈。
她75.98米的成绩夺得2017年世界田径锦标赛女子链球银牌。
她于2021年8月3日在东京举行的2020年夏季奥运会上以本赛季最好的77.03米赢得了女子链球银牌。

## 国际竞赛
| 年        | 賽事               | 舉辦城市         | 名次             | 記錄      |
| 代表 中国 | 代表 中国          | 代表 中国        | 代表 中国        | 代表 中国 |
| --------- | ------------------ | ---------------- | ---------------- | --------- |
| 2006      | 亚洲青年田径锦标赛 | 澳门             | 第1名            | 60.16 m   |
| 2006      | 世界青年田径锦标赛 | 中国北京         | 第9名            | 59.12 m   |
| 2008      | 奥林匹克运动会     | 中国北京         | 第32名（资格赛） | 65.64 m   |
| 2009      | 东亚运动会         | 香港             | 第1名            | 67.06 m   |
| 2010      | 亚洲运动会         | 中国广州         | 第2名            | 68.17 m   |
| 2013      | 亚洲田径锦标赛     | 印度浦那         | 第1名            | 72.78 m   |
| 2013      | 世界田径锦标赛     | 俄罗斯莫斯科     | 第3名            | 74.90 m   |
| 2014      | 亚洲运动会         | 韩国仁川         | 第2名            | 74.16 m   |
| 2015      | 世界田径锦标赛     | 中国北京         | 第5名            | 73.83 m   |
| 2016      | 奥林匹克运动会     | 巴西里约热内卢   | 第12名           | 70.60 m   |
| 2017      | 世界田径锦标赛     | 联合王国伦敦     | 第2名            | 75.98 m   |
| 2018      | 亚洲运动会         | 印度尼西亚雅加达 | 第2名            | 70.86 m   |
| 2019      | 亚洲田径锦标赛     | 卡塔尔多哈       | 第1名            | 75.66 m   |
| 2019      | 世界田径锦标赛     | 卡塔尔多哈       | 第3名            | 74.76 m   |
| 2021      | 奥运会             | 日本东京         | 第2名            | 77.03 m   |
| 2023      | 世界锦标赛         | 匈牙利布达佩斯   | 第8名            | 72.14 m   |
| 2023      | 亚洲运动会         | 中国杭州         | 第1名            | 71.53 m   |
| 2024      | 奥运会             | 法兰西巴黎       | 第28名 (资格赛)  | 66.92 m   |

## 外部連結
- 王峥在国际奥林匹克委员会的资料
- 王峥在World Athletics（英语）
- 王峥在Olympics.com（英语）
- 王峥在Olympedia（英语）
- 王峥在Chinese Olympic Committee (archived)（英语）
- 王峥在Sports Reference
- Team China 2008